# Hatzegopteryx
Hatzegopteryx (cuyo nombre significa "ala de la cuenca Hațeg") es un género extinto de pterosaurio azdárquido, conocido de restos incompletos hallados en Transilvania, en Rumania. Los fragmentos del cráneo, el húmero izquierdos, y otros restos fosilizados indican que estuvo entre los mayores pterosaurios, con una envergadura de 10-12 metros, pero con un cuello más corto, robusto y más musculado en comparación con otros azdárquidos. La  especie tipo y única conocida es Hatzegopteryx thambema. En ausencia de terópodos grandes, Hatzegopteryx fue probablemente el superdepredador del ecosistema insular de la isla de Hațeg durante el Cretácico Superior, atacando a presas proporcionalmente mayores que las de otros azdárquidos.

## Descubrimiento y denominación

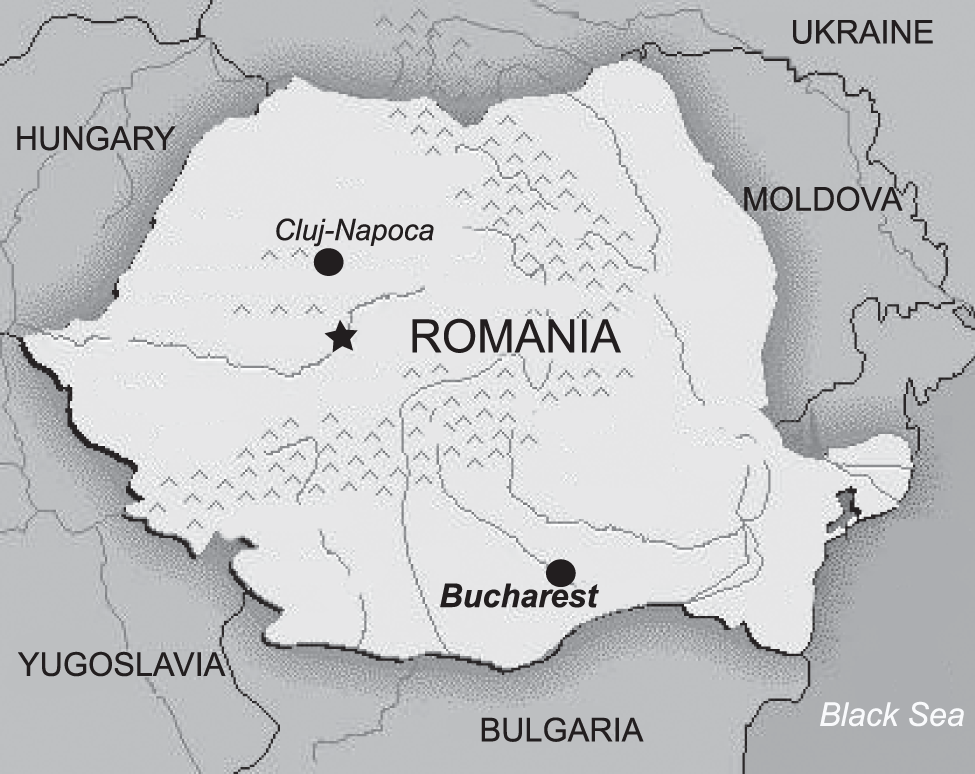
Mapa mostrando la localización de los afloramientos de la Formación Sebeş (marcados con estrellas).

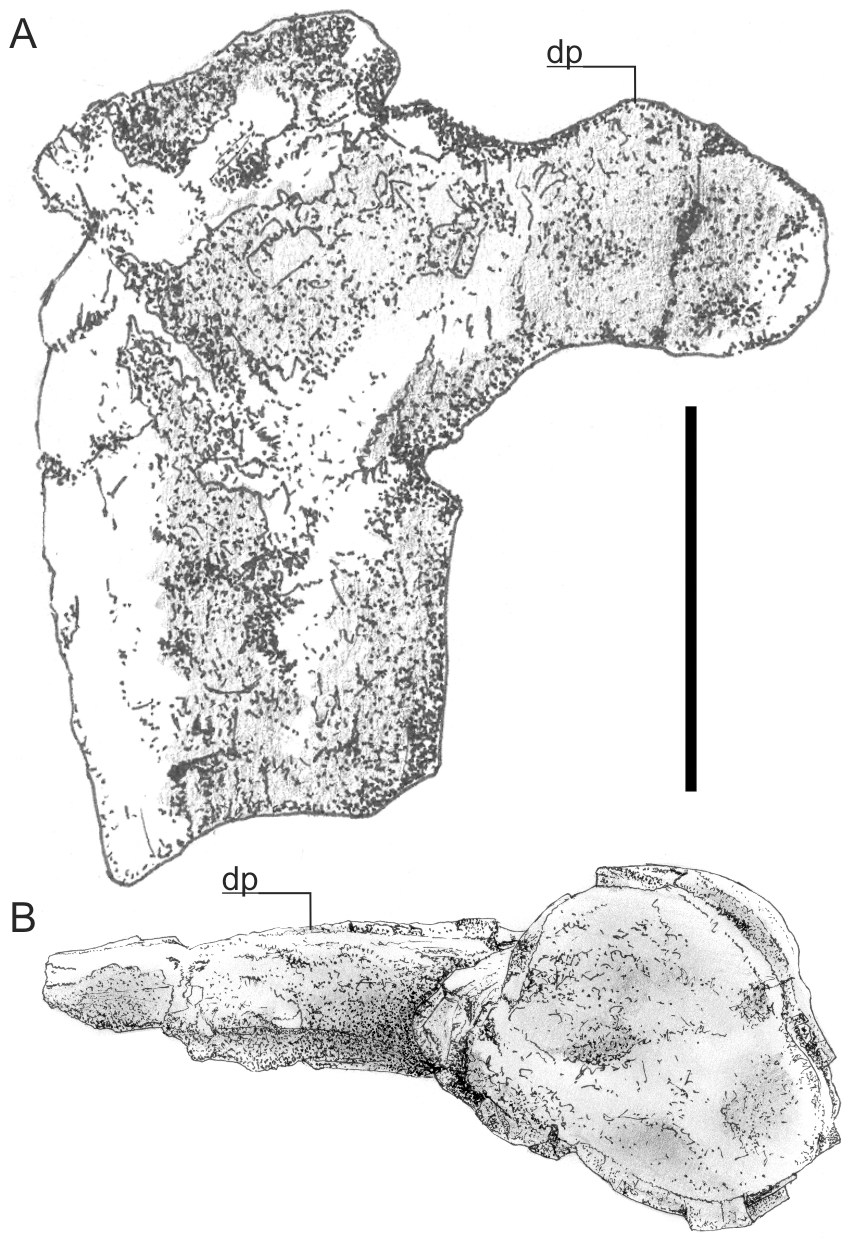
A, húmero izquierdo en vista ventral; B, vista distal.

Los primeros restos de Hatzegopteryx fueron encontrados en la zona superior de la Formación Densuș Ciula en Vălioara, al noroeste de la Cuenca de Hațeg, en Transilvania, al oeste de Rumania, la cual ha sido data de finales de la época del Maastrichtiense del período Cretácico, hace unos 66 millones de años. El holotipo de Hatzegopteryx, FGGUB R 1083A, consiste de dos fragmentos de la parte posterior del cráneo y la parte proximal dañada de un húmero izquierdo. Uno de estos fragmentos, identificado como la región occipital, fue asignado inicialmente a un dinosaurio terópodo. Una sección media de 38,5 centímetros de largo de un fémur hallado cerca, FGGUB R1625, puede haber pertenecido a Hatzegopteryx. FGGUB R1625 pudo haber pertenecido a un individuo más pequeño de Hatzegopteryx (asumiendo que pertenezca a este género), con una envergadura de 5 - 6 metros. Especímenes adicionales reportados de la localidad incluyen una mandíbula sin descripción formal, también de un individuo grande.
Nuevos especímenes de Hatzegopteryx han sido recuperados de otras localidades. De la localidad de Vadu, se halló un escapulocoracoides mediano, el cual probablemente pertenecía a un individuo con una envergadura de 4,5 - 5 metros. De la localidad Râpa Roşie en la Formación Sebeş, la cual es contemporánea y adyacente a la Formación Densuș Ciula, se encontró una única vértebra del cuello, el "espécimen RR" o EME 215. Aunque la carencia de elementos comparables evita que este espécimen sea referido definitivamente a Hatzegopteryx thambema, su distintiva estructura ósea interma, así como la falta de evidencia de otro tipo de azdárquido gigante en el área, garantizan que puede ser referido al menos como H. sp. (es decir, como especie indeterminada).
El género fue nombrado en 2002 por el paleontólogo francés Eric Buffetaut, y los paleontólogos rumanos Dan Grigorescu y Zoltan Csiki. Es conocido sólo de la especie tipo, Hatzegopteryx thambema. El nombre genérico se deriva de la cuenca Hatzeg (o Hațeg) de Transilvania, la así llamada isla de Hațeg, donde sus huesos fueron hallados, y del término griego pteryx (ἡ πτέρυξ, -υγος (también ἡ πτερύξ, -ῦγος), es decir "ala". El nombre de la especie thambema se deriva de la palabra griega para "monstruo" o "terror" (τό θάμβημα, -ήματος), en referencia a su enorme tamaño.

## Descripción

### Cráneo
Hatzegopteryx aparentemente tenía un robusto cráneo ampliado en la parte posterior, y una enorme mandíbula. Su mandíbula inferior presenta un surco único en su punto de articulación, también visto en otros pterosaurios, que le podría haber permitido al animal alcanzar una muy amplia apertura. Muchos de los huesos fósiles de Hatzegopteryx se parecen a los del cercanamente relacionado Quetzalcoatlus sp., aunque en Hatzegopteryx el cráneo tenía una constitución mucho más pesada, y poseía una articulación de mandíbula marcadamente diferente, similar a la vista en Pteranodon. Basándose en comparaciones con otros pterosaurios, como Nyctosaurus y Anhanguera, Buffetaut y colegas en su descripción inicial de los especímenes estimaron que el cráneo de Hatzegopteryx era probablemente de casi tres metros de largo, lo que lo haría mayor que el de la mayor especie de Quetzalcoatlus y entre los mayores cráneos de cualquier animal no marino.

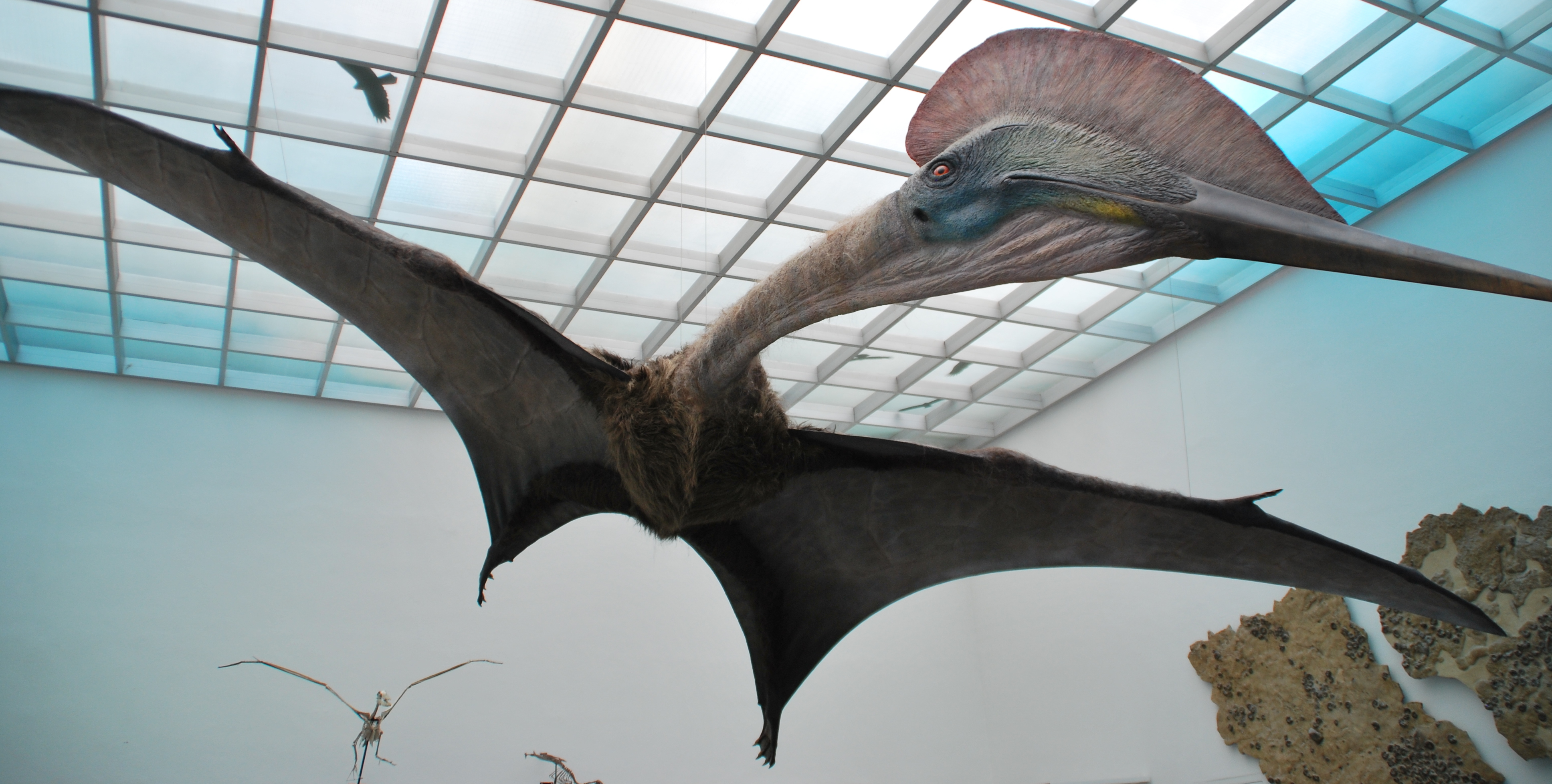
Modelo de Hatzegopteryx

El cráneo de Hatzegopteryx también era único en su constitución pesada y robusta. Muchos cráneos de pterosaurios estaban hechos de láminas muy livianas y de puntales. En Hatzegopteryx, los huesos del cráneo son sólidos y robustos, con grandes áreas surcadas de inserción muscular. En su descripción de 2002, Buffetaut y colegas sugirieron que para poder volar, el peso del cráneo debía de haber estar reducido en alguna forma no convencional (aunque ellos admitían que pudo haber sido un animal no volador, lo encontraron poco probable debido a las similitudes de sus huesos alares con los de otros pterosaurios voladores). Los autores teorizaron que la reducción de peso necesaria fue lograda por la estructura interna de los huesos craneales, la cual estaba llena de pequeños fosos y huecos (alvéolos) de más de 10 milímetros de largo, separados por una matriz de puntales de hueso increíblemente delgados (trabéculos), una característica también hallada en algunas partes de los huesos alares de Hatzegopteryx. Los autores señalaron que esta constitución inusual, la cual difiere significativamente de la estructura interna irregular de otros cráneos de pterosaurios, es muy similar a la estructura del telgopor o icopor, la sustancia usada para fabricar espuma de poliestireno. Ellos notaron que esto pudo haber permitido una fuerte constitución resistente a las tensiones sin dejar de ser liviana, lo que a su vez le habría permitido a este animal de gran cabeza volar.

### Vértebras cervicales

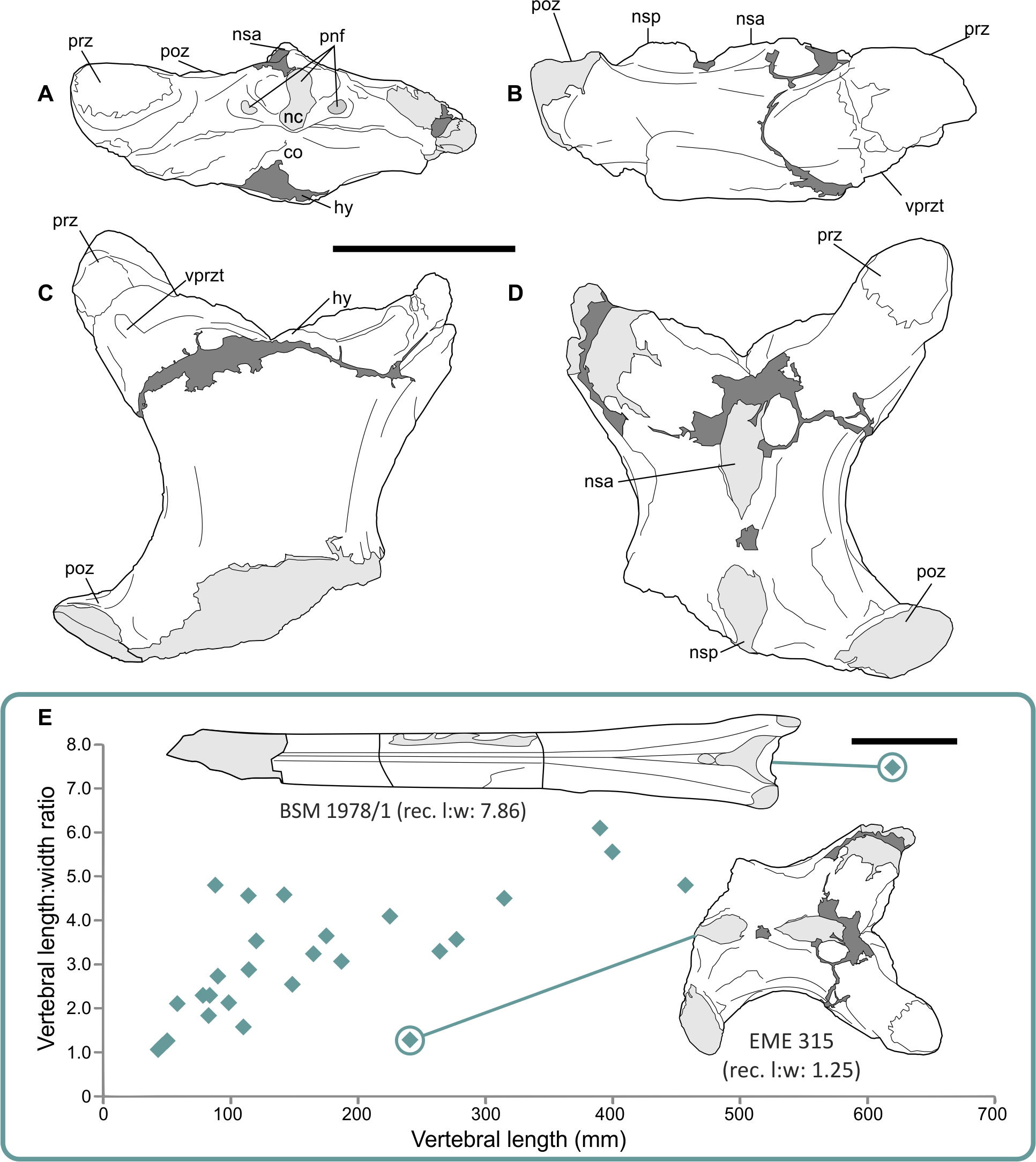
Séptima vértebra cervical referida.

Una gran vértebra cervical atribuida a Hatzegopteryx es corta e inusualmente robusta. La sección preservada mide 240 milímetros de largo, estimándose que la vértebra entera mediría probablemente 300 milímetros de longitud. Los pterosaurios tenían nueve vértebras en el cuello; y las fórmulas de regresión indican que el conjunto de vértebras cervicales de la tercera a la séptima habría medido 1,508 metros de largo. Entretanto, esas mismas vértebras en Arambourgiania, un pterosaurio de tamaño similar, medirían 2,652 metros; esto indica que el cuello de Hatzegopteryx tiene un 50-60% de la longitud que sería esperable para un azdárquido de su talla.
La superficie inferior de la vértebra cervical es además inusualmente gruesa, midiendo entre 4 a 6 milímetros. En muchos otros azdárquidos, incluyendo a Arambourgiania, esta superficie tiene menos de 2,6 milímetros de grosor. Aunque la espina neural de la vértebra no se preservó completamente, el ancho de la parte preservada sugiere que era relativamente alta y robusta en comparación con la de otros  pterosaurios. Otros aspectos de la vértebra se asemejan bastante a la séptima vértebra cervical de Azhdarcho, un género menor: las hendiduras de articulación (cotilos) son menos profundas que los arcos neurales, y son cuatro veces más anchas que altas; posee un proceso en la superficie inferior de la vértebra, conocida como hipapófisis; los procesos en la zona frontal de las vértebras, las prezigapófisis, son biselados; y la vértebra tiene una "cintura" ahusada en el medio del centro vertebral. Aunque fue identificada inicialmente como una tercera vértebra cervical, este conjunto de rasgos apoyan su identificación como una vértebra de la zona posterior del cuello, más exactamente como una séptima vértebra.

### Tamaño

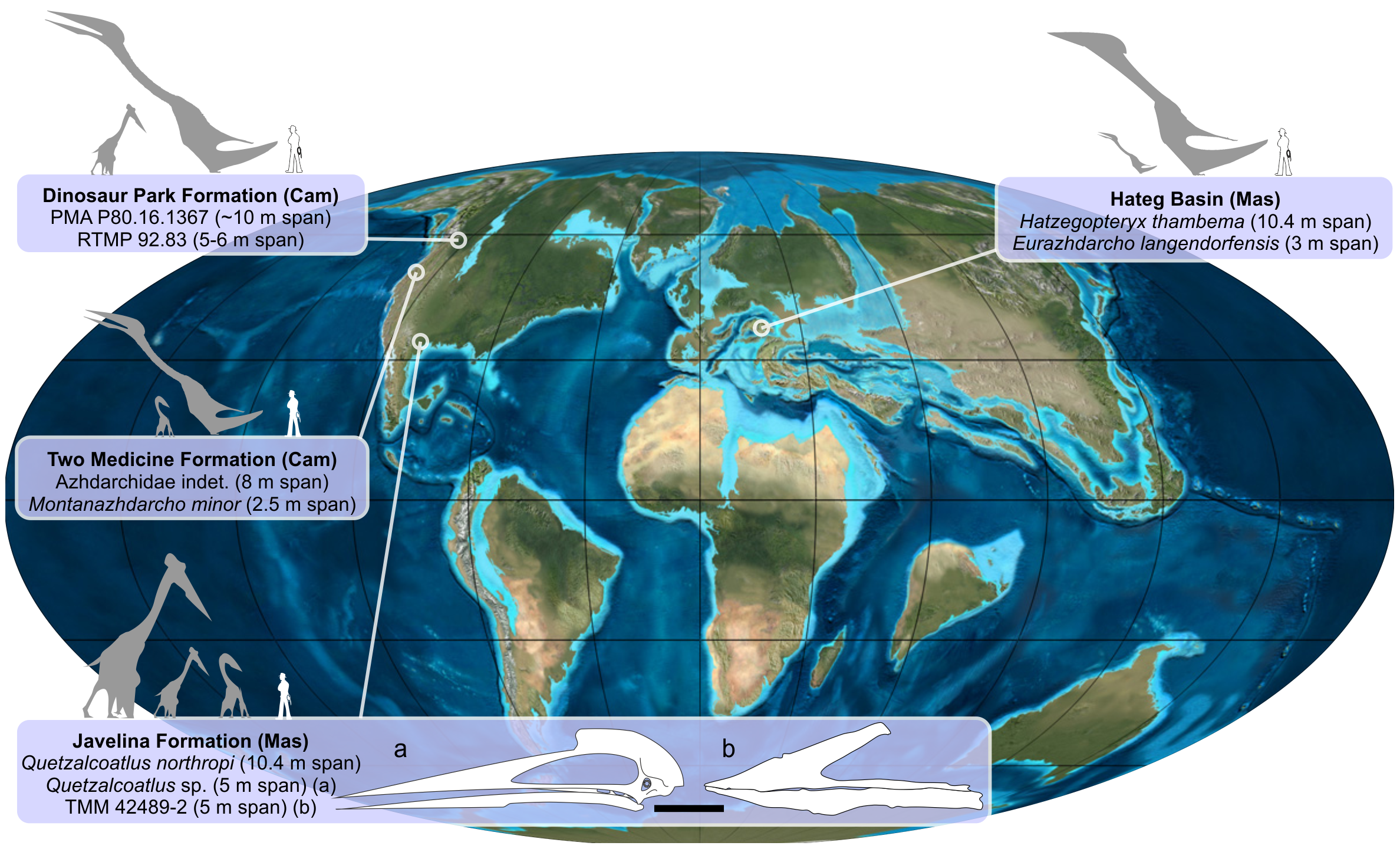
Mapa mostrando la distribución global de las faunas con azdárquidos gigantes y pequeños

Los autores estimaron el tamaño de Hatzegopteryx comparando el fragmento del húmero, de 236 milímetros de largo, con el de Quetzalcoatlus, del cual el espécimen TMM 41450-3 tenía un húmero de a 544 mm. Observando que el fragmento de Hatzegopteryx presentaba menos de la mitad del hueso original, ellos establecieron que posiblemente este había sido "levemente más largo" que el de Quetzalcoatlus. Ellos notaron que la envergadura de este último había sido estimada en 1981 entre once a doce metros, mientras que las primeras estimaciones la habían excedido bastante, entre quince a veinte metros. De esto concluyeron que una envergadura estimada de doce metros para Hatzegopteryx era conservadora "si este húmero era incluso algo más largo que el de Q. northropi". En 2003 ellos moderaron sus estimaciones a cerca de doce metros y a un cráneo de 2,5 metros de largo. En 2010 Mark Witton estableció que el aparente mayor tamaño del húmero de Hatzegopteryx respecto al espécimen TMM 41450-3 de Quetzalcoatlus había sido causado por una distorsión del hueso después de la fosilización y que por lo tanto la especie probablemente no tenía una envergadura mayor que la de Quetzalcoatlus, actualmente estimada entre diez a once metros. El espécimen FGGUB R1625 perteneció a un individuo con una envergadura de cinco a seis metros. Esto representa fragmentos de animales de talla media.
Se había sugerido, con base en la vértebra cervical ancha y robusta referida a Hatzegopteryx, que la totalidad de la columna vertebral del animal estaba expandida de forma similar, incrementando su tamaño total. Sin embargo, probablemente esto no es correcto, dado que las vértebras del cuello de los pterodactiloideos grandes tendían a ser más anchas y grandes que el resto de las vértebras. Aunque las estimaciones de tamaño de pterosaurios basadas solo en vértebras no son particularmente confiables, el tamaño de esta vértebra es consistente con un animal que midiera 10 - 12 metros de envergadura.

## Paleobiología

### Biomecánica del cuello

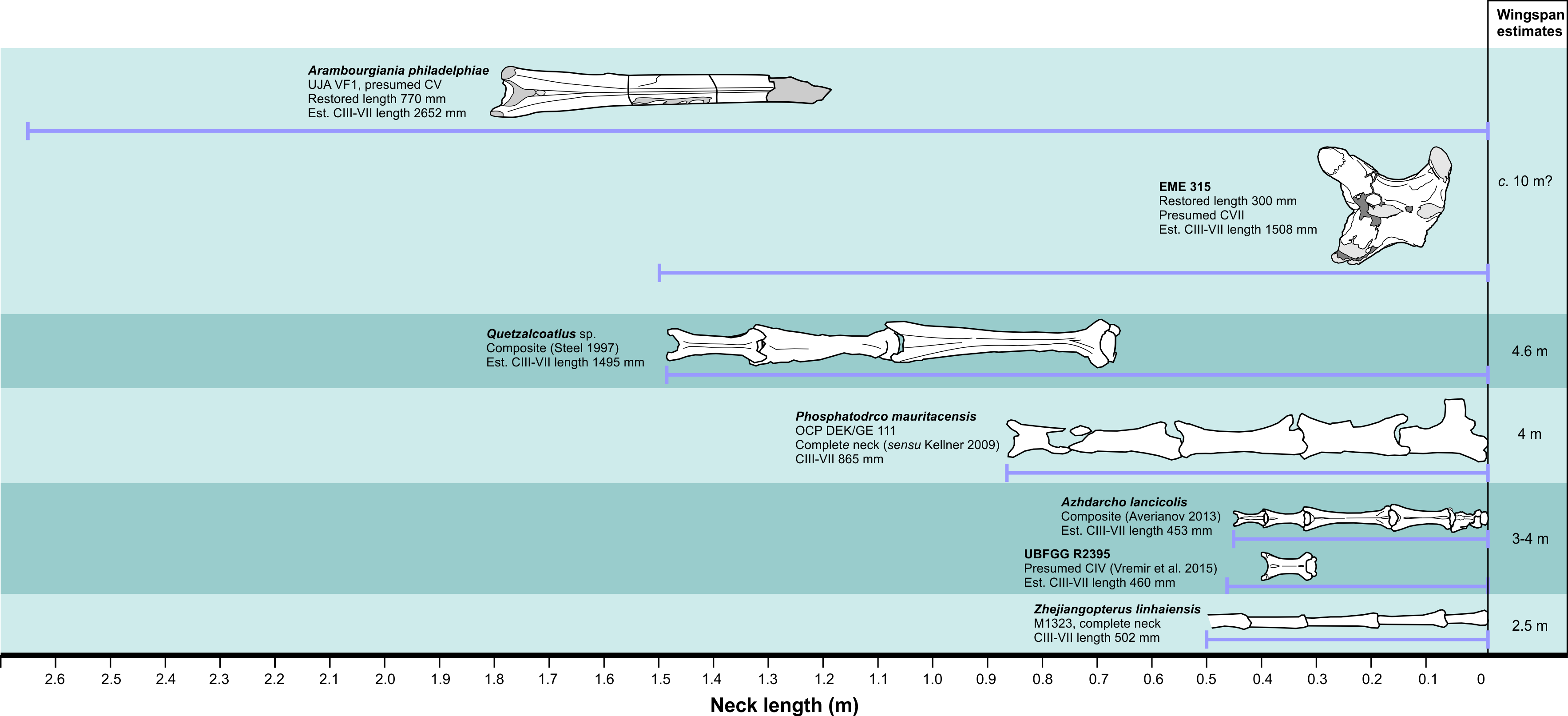
El cuello de Hatzegopteryx (segundo desde arriba) comparado con otros azdárquidos.

Como consecuencia de sus robustas vértebras con paredes gruesas, el cuello de Hatzegopteryx era mucho más fuerte que el de Arambourgiania. Esto puede ser cuantificado usando la fuerza de fractura relativa, la cual corresponde a la fuerza de fractura de una vértebra dividida por el peso corporal del pterosaurio al que pertenece, estimado en 180 - 250 kilogramos para Arambourgiania y Hatzegopteryx. Mientras que las vértebras cervicales de Arambourgiania se fracturarían con cerca de la mitad de su peso corporal, las vértebras cervicales posteriores de  Hatzegopteryx podían resistir en cualquier punto entre cinco a diez veces su propio peso corporal, dependiendo de la carga del hueso. Incluso las hipotéticamente más largas vértebras anteriores cervicales de Hatzegopteryx serían capaces de aguantar entre cuatro a siete veces el peso corporal.
Es interesante señalar que, aunque el centro vertebral de Hatzegopteryx es mucho más robusto que el de Arambourgiania, su relación entre el radio del hueso respecto al grosor del hueso  (R/t) es aproximadamente la misma (9,45 para Hatzegopteryx y 9,9 para Arambourgiania). Esto puede representar un compromiso entre el incremento de la resistencia flexional y su pandeo; una mayor relación de R/t llevaría a un mejoramiento de la resistencia flexional, pero se debilita por el pandeo. Para compensar esto, Hatzegopteryx muestra varias adaptaciones para mejorar su resistencia a la compresión, entre ellos las distintivas estructuras internas de los huesos y las grandes superficies de articulación de las vértebras, siendo estas últimas las que ayudaban a distribuir el estrés.
A fin de soportar su robusta cabeza, el cuello de Hatzegopteryx era probablemente muy musculoso. En el hueso occipital, las líneas nucales, las cuales sirven como puntos de sujeción muscular, estaban muy bien desarrolladas y tenían cicatrices prominentes. Estas probablemente soportaban los músculos transverso-espinales, los cuales ayudan en la extensión y flexión de la cabeza y cuello. De igual forma, el proceso opistótico, las espinas neurales y las zigapófisis parecen haber sido grandes y robustos (y estas últimas tenían muchos agujeros y bordes que probablemente representan cicatrices musculares), y las tuberosidades basioccipitales eran largas; todas estas servían como puntos de sujeción para varios músculos en el cráneo y el cuello. Aunque no estaba falto de musculatura, el cuello de Arambourgiania probablemente no habría tenido un sistema muscular tan desarrollado como ocurría en el de Hatzegopteryx.

## Clasificación
Se han señalado similitudes entre el húmero de Hatzegopteryx y de Quetzalcoatlus northropi; ambos tienen una cresta deltopectoral larga y lisa, y una cabeza del húmero engrosada. Estos rasgos fueron la base inicial para referir este taxón al clado Azhdarchidae, pero también podrían ser una base para la sinonimia de ambos géneros. Sin embargo, es probable que esto se deba a la naturaleza poco diagnóstica del húmero en la taxonomía de los azdárquidos gigantes, y la carencia de una descripción detallada de los elementos óseos de Q. northropi. Por otra parte, la anatomía del cuello y la mandíbula de Hatzegopteryx es claramente distinta de la del mucho más pequeño Q. sp., lo cual apoya la continuación de Hatzegopteryx como un taxón separado de Quetzalcoatlus.
La vértebra cervical referida a Hatzegopteryx sp. contiene una serie de características que permiten que sea identificada definitivmente como la de un azdárquido. El centro es relativamente bajo, las zigapófisis son grandes y aplanadas, y las secciones preservadas de la espina neural indican que esta es bífida, es decir dividida en dos.

## Paleoecología

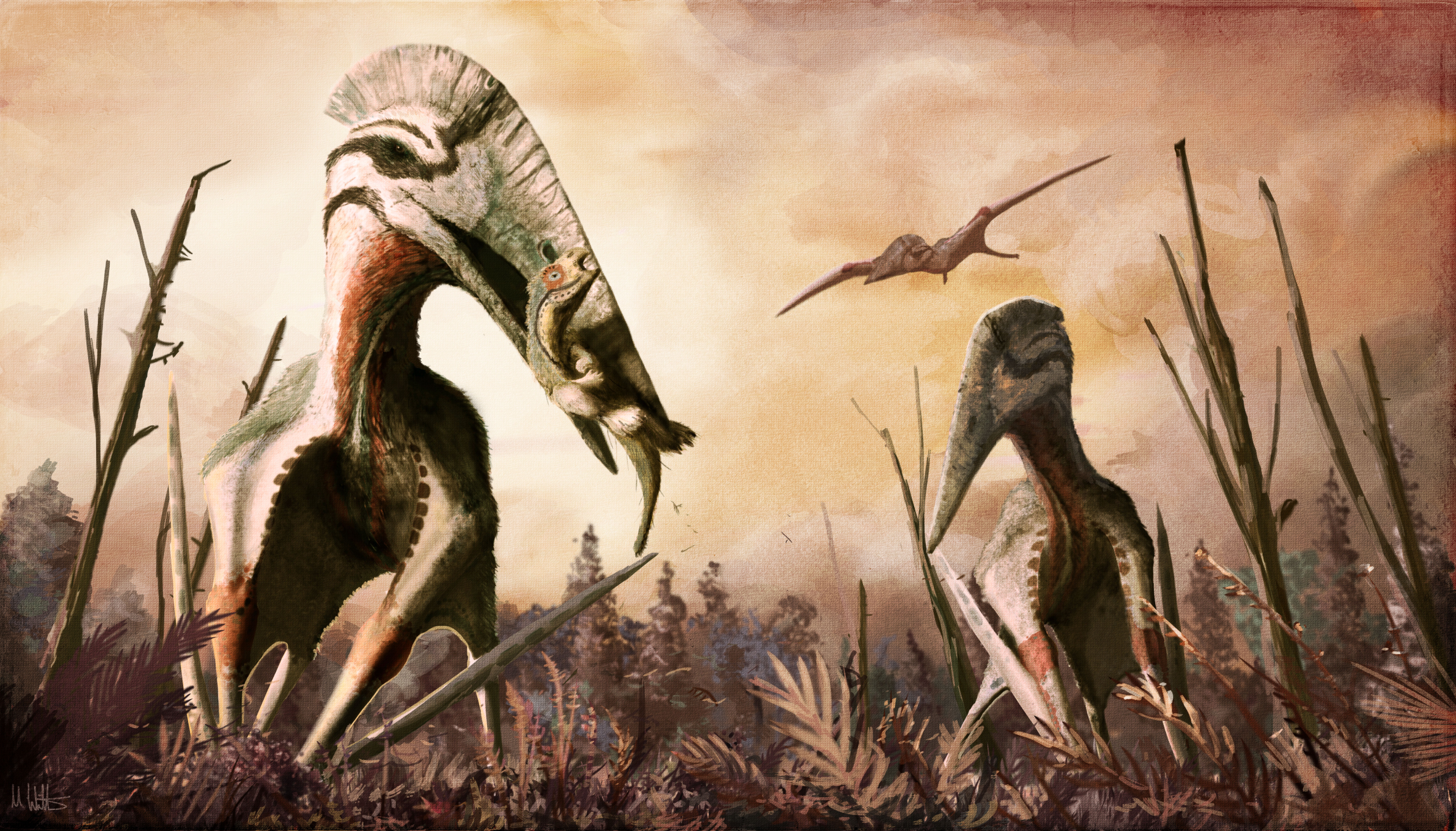
Recreación de un Hatzegopteryx sp.(species) apresando a un ornitópodo Zalmoxes.

Como todos los pterosaurios azdárquidos, Hatzegopteryx era probablemente un depredador generalista que se alimentaba animales en el suelo. Es significativamente más grande que cualquier otro depredador terrestre de la Europa del Maastrichtiense; debido a su gran tamaño en un ambiente que estaba poblado principalmente por dinosaurios enanos, sin ningún terópodo hipercarnívoro grande en la región, se ha sugerido que Hatzegopteryx desempeñaba el rol del superdepredador en el ecosistema de la isla de Hațeg. La robusta anatomía de Hatzegopteryx indica que puede haber atacado a presas de mayor tamaño que otros azdárquidos, incluyendo a animales demasiado grandes para tragarlos enteros; de forma similar, se sabe que algunas cigüeñas modernas (particularmente el marabú y el jabirú) atacan y matan a presas relativamente grandes como los flamencos, y ocasionalmente niños, con sus picos. Por otra parte, otros azdárquidos gigantes como Arambourgiania probablemente se hubieran alimentado de presas pequeñas (de talla similar a un ser humano), incluyendo dinosaurios pequeños, así como crías y huevos. Se ha sugerido también que otro pterosaurio, Thalassodromeus, habría sido un depredador de animales grandes.